# Karl Stradal
Karl Stradal (* 3. Juli 1863 in Elbogen, Nordböhmen als Carl Eduard Stradal; † 18. Dezember 1931 in Teplitz-Schönau) war ein deutschböhmischer Jurist, Manager und Mäzen, der u. a. den Ruf des Kurortes Teplitz als Musikstadt begründete.

## Leben und Wirken

### Herkunft und berufliche Laufbahn
Stradal stammte aus einer deutsch-böhmischen Patrizierfamilie und wurde als Sohn des Landesadvokaten und späteren Ehrenbürgers von Elbogen und Leitmeritz Johann Heinrich Stradal (1821–1910) geboren. Der drei Jahre ältere Klaviervirtuose August Stradal war sein Cousin.
Nach erfolgreicher juristischer Promotion trat Stradal in der österreichischen Staatsdienst und wurde k. k. Regierungsrat. Daneben stieg er in die seit 1811 im Familienbesitz befindliche Advokatenkanzlei in Teplitz ein. 1895 verzichtete er auf die Ausübung der Advokatur mit Vorbehalt der Wiederaufnahme und bestellte seinen Großcousin Franz Stradal jun. zu seinem Substituten. Seit dieser Zeit war Karl Stradal für die k.k. priv. Aussig-Teplitzer Eisenbahn (ATE) als Oberinspektor und schon bald als Generalsekretär tätig. Später übernahm er dort das Amt des administrativen Direktors und des stellvertretendem Generaldirektors.
In seine 27-jährigen Dienstzeit bei der ATE fiel der von ihm maßgeblich abgewickelte Verkauf dieser privaten Eisenbahngesellschaft zum 1. Januar 1923 als eine der letzten großen Privatbahnen an den tschechoslowakischen Staat. Er organisierte maßgeblich die Eingliederung des Unternehmens in die Tschechoslowakischen Staatsbahnen (ČSD). Außerdem brachte er seine Erfahrungen auch in weitere industrielle Unternehmungen im Nordböhmischen Becken ein. Er war 1913 zeitgleich auch Vizepräsident und Verwaltungsrat der neugegründeten Teplitzer Maschinenfabriks-AG und bis zu seinem Tod Verwaltungsrat der Duxer Kohlengesellschaft, einem aufstrebenden Unternehmen der Braunkohlenindustrie, dessen Nachfolger noch heute besteht.

### Mäzenatentum
Neben seiner Direktorentätigkeit für die Aussig-Teplitzer Eisenbahngesellschaft wurde Stradal vor allem bekannt als Mäzen und Förderer des schöngeistigen Lebens in Teplitz. Als Spiritus rector führte er insbesondere das Musikleben dieses Kurortes aus der provinziellen Enge zu internationaler Anerkennung, wobei er auch von seiner musikalischen Ehefrau unterstützt wurde. Stradal regte 1898 die Durchführung von Künstler- und Philharmonischen Konzerten des Kurorchesters mit internationaler Beteiligung an und übernahm bis zum Ersten Weltkrieges die Organisation dieser Veranstaltungen. Diese Konzerte, deren Durchführung Stradal später teilweise auch in Karlsbad förderte, waren ein wichtiger Faktor im Musikleben von Deutschböhmen. Mit den von Stradal organisierten philharmonischen Konzerten trat Teplitz in Wettbewerb mit Prag als Musikmetropole Böhmens.
Hilfreich für die Werbung von anerkannten Musikern waren dabei die guten Kontakte, die er und seine Familie seit Jahrzehnten in der Musikwelt unterhielten. So war Franz Liszt mehrfach Gast der Familie und Stradal sehr eng mit dem Kammersänger Eugen Gura befreundet, über dessen Zusammenarbeit und Erinnerungen an ihn er 1906 in der Rheinischen Musik- und Theater-Zeitung zwei Beiträge publizierte. Zu den zahlreichen Gästen von Stradal zählten u. a. auch Richard Strauss und Franz Kafka.
Für die Leitung des Kurorchesters Teplitz konnte unter mehr als 170 Bewerben der aufstrebende Dirigent Franz Zeischka gewonnen werden. Stradal organisierte sechsmal im Jahr in der Musikwelt zunehmend beachtete Künstler- und philharmonische Konzerte unter Mitwirkung hervorragender Solisten wie Fritz Kreisler und Hugo Becker. Nachdem sich Zeischka nach Karlsbad abwerben ließ, bemühte sich Stradal um dessen Nachfolge, die in Johannes Reichert (1876–1942) aus Dresden gefunden wurde. Aus Anlass des 10-jährigen Bestehens der Konzerte verfasste Stradal 1908 für Mitwirkende und Teilnehmer eine über 100-seitige Festschrift. Mit Ausbruch des Ersten Weltkrieges kamen die Konzerte zum Erliegen.
Ferner rückte Stradal für seinen Onkel in das Theaterkomitee nach, das für das Stadttheater Teplitz zuständig war, und engagierte sich hier neben Bürgermeister Johann Husak insbesondere bei der Programmgestaltung und der Stellenbesetzung des Stadttheaters. Als das Stadttheater 1919 abbrannte, gehörte er zu den eifrigen Förderern des baldigen Wiederaufbaus dieser Spielstätte.
Daneben war Stradal aktives Mitglied der Goethe-Gesellschaft, des Vereins für Geschichte der Deutschen in Böhmen und der Gesellschaft zur Förderung Deutscher Wissenschaft, Kunst und Literatur in Böhmen sowie des Deutschen Naturwissenschaftlich-Medizinischen Vereins für Böhmen „Lotos“. Im letztgenannten Verein war er Obmann des Juristischen und Publizitätskomitees und setzte sich in dieser Funktion u. a. für den Bau der 1904 geweihten Meteorologischen Station auf dem Donnersberg im Böhmischen Mittelgebirge ein.

### Familie
Stradal heiratete 1893 Elsa von Bruckner, die Tochter des k. k. Generalmajors Moritz von Bruckner. Aus der Ehe gingen die drei Kinder Else, Grete und Heinrich hervor. Seine Frau Elsa war sehr musikalisch und gab Musikabende, an denen sich später auch die Tochter Else beteiligte. Letztere heiratete den Archivar und Historiker Gustav Pirchan in Prag.
Karl Stradal wurde in der Familiengruft auf dem Friedhof in Leitmeritz, dem Geburtsort seines Vaters, beigesetzt. Das Grabmal ist bis heute erhalten geblieben.

## Schriften (Auswahl)
- Erinnerungen an Eugen Gura. In: Rheinische Musik- und Theater-Zeitung. 7. Jg., Nr. 32, Köln 1906, S. 463–465.
- Erinnerungen an Eugen Gura. In: Rheinische Musik- und Theater-Zeitung. 7. Jg., Nr. 34, Köln 1906, S. 496–497.
- (Mitautor): Denkschrift zum 50 jährigen Bestehen der Aussig-Teplitzer Eisenbahn. C. Weigend, Teplitz 1905.
- Kuenstler-Konzerte und Philharmonische Konzerte Teplitz, 1898–1908. C. Weigend, Teplitz 1908.